# Phytodietus alpinator
Phytodietus alpinator là một loài tò vò trong họ Ichneumonidae.